# Anobium striatum
Anobium striatum là một loài bọ cánh cứng thuộc chi Anobium trong họ Ptinidae.